# 13027 Geeraerts
13027 Geeraerts eller 1989 GJ4 är en asteroid i huvudbältet som upptäcktes den 3 april 1989 av den belgiske astronomen Eric W. Elst vid La Silla-observatoriet. Den är uppkallad efter författaren Jef Geeraerts.
Asteroiden har en diameter på ungefär 5 kilometer och den tillhör asteroidgruppen Astraea.